# Josiane De Cock
Josiane (Jos) De Cock (Kortrijk, 15 januari 1934 – Parijs, 10 oktober 2005) was een Belgisch-Franse kunstschilderes, beeldhouwster en etser. Ze is bekend van haar geabstraheerde (enigszins abstract gemaakte) figuratieve werk.

## Biografie
De Cock volgde van 1950 tot 1954 een kunstopleiding aan de academie van Etterbeek en later aan de Académie de la Grande Chaumière in Parijs. In Parijs woonde ze de ateliers van André Lhote bij.
Ze vestigde zich in Parijs in 1956 en woonde er haar hele verdere leven. Later in haar leven trouwde De Cock met kunstcriticus Pierre Restany.
Ze ligt, samen met Restany, begraven op het cimetière du Montparnasse.

## Prijzen
- Prix Lathan Foundation International Poster Contest (USA), 1952, 1953, 1954[4][5]
- Prix de la Jeune Peinture Belge, 1958[4][5]
- 3e Prix de la Peinture Etrangère, Amis du Musée d'Art Moderne, Paris, 1958[6]
- Médaille de la ville de Paris[4][5][7]

## Musea
Het werk van Jos De Cock maakt onder andere deel uit van de collecties van deze musea:
- Museo De La Solidaridad Salvador Allende à Santiago, Chili[8]
- Musée d'Art Moderne de la Ville de Paris[9]
- Bibliothèque nationale de France[10]

## Solotentoonstellingen (selectie)
- 1956 - Brussel, België, Galerie Renoir
- 1956 - Parijs, Frankrijk, Galerie Apollo
- 1956 - Parijs, Frankrijk, Galerie Voyelles
- 1958 - Parijs, Frankrijk, Galerie Colette Allendy
- 1958 - Parijs, Frankrijk, Club des Quatre-Vents
- 1962 - Knokke-le-Zoute, België, Galerie du Casino[11]
- 1963 - Bruxelles, België, Galerie Ravenstein
- 1963 - Genève, Zwitserland, Galerie Saint-Germain
- 1963 - Luik, België, A.P.I.A.W.[12]
- 1965 - Parijs, Frankrijk, Galerie Saint-Luc
- 1967 - Antwerpen, België, Galerie Campo
- 1970 - Londen, Groot-Brittannië, Roland, Browse et Delblanco
- 1977 - Saint-Paul-de-Vence, Frankrijk, Musée Municipal
- 1979 - Parijs, Frankrijk, Galerie Jean-Pierre Lavignes
- 1980 - Rio de Janeiro, Brazilië, Galerie "Café des Arts"
- 1984 - Montpellier, Frankrijk, Musée Olivier Brice, Château de Cambous - Vios en Laval
- 1985 - Nancy, Frankrijk, Galerie Municipale, Hôtel de Ville
- 1986 - Parijs, Frankrijk, Paris Art Center[13]
- 1987 - Parijs, Frankrijk, Galerie Eolia[14]